# Чима Гоња (Белуно)
Чима Гоња (итал. Cima Gogna) је насеље у Италији у округу Белуно, региону Венето.
Према процени из 2011. у насељу је живело 45 становника. Насеље се налази на надморској висини од 763 м.